# 素根輝
素根 輝（そね あきら、2000年7月9日 - ）は、福岡県久留米市出身の日本の女子柔道選手。階級は78kg超級。身長162cm。握力は右45kg、左47kg。血液型はA型。段位は五段。組み手は左組み。得意技は大内刈、体落。
2021年開催の東京オリンピック 柔道 女子78kg超級金メダリスト。

## 経歴

### 小学生時代
「世界で活躍する人になってほしい」とい願いから、｢輝｣と名付けられたという。父親と5歳年上の長男、2歳年上の双子の兄も柔道に取り組んでいたことから、柔道は7歳の時に脩柔館で始めた。それまではピアノと水泳を習っていた。なお、兄弟には他に姉が1人いる。幼い頃から中村美里に憧れを抱いていたという。小学校5年の時に全国少年柔道大会の福岡県予選で全国優勝することになる古賀早也香に敗れたことが転機となり、今まで以上のトレーニングを積んだ結果、6年の時には県予選で古賀に一本勝ちすると本戦でも45kg超級においてオール一本勝ちで優勝を飾った。また、全国少年柔道大会の個人戦では優勝した男子選手の村尾三四郎に準々決勝で判定負けしたものの5位、団体戦では3位になった。

### 中学時代
久留米市立田主丸中学校へ進むと、1年の時には全国中学校柔道大会70kg超級で準決勝までオール一本勝ちするものの、決勝で大成中学校3年の粂田晴乃にGSに入ってから送襟絞で敗れた。団体戦では準決勝で大成中学と対戦すると、先鋒戦で勝利するがチームは敗れて3位だった。近代柔道杯団体戦でも準決勝で大成中学Aチームと対戦して、大将戦で勝利するもののチームは敗れて3位にとどまった。2年の全国中学校柔道大会では準決勝までオール一本勝ちすると、決勝では大成中学3年の永田かなを指導1で破って優勝した。団体戦では決勝で大成中学と対戦して、大将戦で永田と引き分けるなどして2位に終わった。3年になると、全日本カデ決勝で大成高校2年の粂田を合技で破るなどオール一本勝ちで圧勝して、17歳以下の世界一を決める大会である世界カデの代表に中学生として唯一選ばれた。世界カデでも5試合オール一本勝ちで優勝した。なお、団体戦にはケガのため出場しなかった。パワー、技のキレ、スタミナどの点においても際立っており、超中学級との評価を受けている。さらには、年上の選手にも絶対に負けたくないと道場や倉庫を改装した自宅のトレーニングルームで朝から晩まで猛稽古を積んでいる。続く全国中学校柔道大会では個人戦の決勝で帝京中学3年の高橋瑠璃を指導2で破り2連覇を果たした。団体戦では全試合一本勝ちして田主丸中学の初優勝に貢献した。

### 高校時代

#### 高校1年
2016年に久留米市立南筑高等学校へ進学すると、1年の時には4月の全日本カデで2連覇を達成した。7月の金鷲旗ではチームの準決勝進出の原動力となるも、敬愛高校の新森涼に指導3で敗れて3位だった。9月の全日本ジュニアでは決勝まで進むと、今大会やインターハイの福岡予選で敗れていた高校チャンピオンである敬愛高校3年の児玉ひかるを指導2で破って高校1年生ながら優勝を飾った。11月の講道館杯では高校1年ながら決勝まで進むが、東海大学2年の朝比奈沙羅に有効で敗れて2位だった。12月のグランドスラム・東京では今大会の52kg級で2位になった親友で夙川学院高校1年の阿部詩の16歳141日に次ぐ16歳148日で決勝まで進んで朝比奈と対戦するが、指導1を先取するも追いつかれると、GSに入ってから指導2を取られて優勝はならなかった。2017年2月のグランプリ・デュッセルドルフでは準々決勝でウクライナのイリーナ・キンゼルスカに崩袈裟固で敗れるも、その後敗者復活戦を勝ち上がって3位になった。3月の全日本選手権九州予選では準決勝で児玉に敗れて本戦への出場を果たせなかった。続く全国高校選手権個人戦では決勝で大成高校2年の和田梨乃子を合技で破るなど、準決勝の指導2勝ち以外は全て一本勝ちして優勝を飾った。団体戦では準決勝の大成高校戦で勝利するもチームは敗れて3位だった。

#### 高校2年
2年の時には4月の体重別準決勝でリオデジャネイロオリンピック銅メダリストであるミキハウスの山部佳苗と対戦して、GSを含めて11分近い戦いの末に体落の技ありで破ると、決勝では三井住友海上の稲森奈見に指導2を先取されるもGSに入ってから体落の技ありで逆転勝ちして、今大会を16歳で制した。1996年に66kg級で優勝した当時土浦日大高校3年の一見理沙以来21年ぶりとなる高校生優勝となった。世界選手権の個人戦代表にはなれなかったが、世界団体のメンバーに選出された。7月の金鷲旗では準決勝の大成高校戦で4人抜きすると、決勝の夙川学院高校戦では4人抜きした阿部詩を横四方固で破った後に他の選手にも次々と勝利を収めて、たった一人で相手チーム5人全員に一本勝ちする史上に残る圧巻の内容でチームを初優勝に導いた。8月のインターハイ団体戦では全勝したものの、チームは準決勝の桐蔭学園高校戦で敗れて3位だった。個人戦では順当に優勝を飾った。9月の世界団体では初戦のみの出場だったが勝利すると、その後チームも優勝を飾った。直後にはジュニア交流大会に出場してオール一本勝ちで優勝した。10月の世界ジュニアでは初戦でヨーロッパジュニアチャンピオンであるフランスのロマヌ・ディッコから技あり2つを取った後に横四方固で破るなど準決勝まで全て寝技で一本勝ちすると、決勝では同じくオール一本で勝ち上がってきた三井住友海上の児玉と対戦して、指導2を先取されるも技ありを取り返して優勝を飾った。初開催となった男女混合による団体戦では、初戦から決勝まで自らが試合に出る以前にチームが勝利を決めてしまったために、結局一度も試合に出ることなく優勝を果たした。11月の講道館杯では決勝で環太平洋大学3年の井上あかりに開始早々の肩固で敗れて2位にとどまった。12月のグランドスラム・東京では準決勝で韓国の金珉程を横四方固で破るが、決勝では朝比奈に反則負けして2年連続2位にとどまった。2018年2月のグランドスラム・パリでは準々決勝でキンゼルスカを技ありで破るが、準決勝ではグランドスラム・東京で一本勝ちしていた中国の王彦に合技で敗れて3位だった。3月の高校選手権は、団体戦の県予選決勝で自らは勝利したが他の選手が敗れたために出場できなかった。個人戦は最初からエントリーしなかった。

#### 高校3年
3年の時には4月の体重別準決勝で稲森を大内刈で破ると、決勝では3戦3敗の朝比奈に指導2を先取されるもその後盛り返すと、GS含めて12分近い戦いの末に反則勝ちを収めて、今大会オール一本勝ちで2連覇を飾った。この際に、「朝比奈さんに勝たないと世界選手権に出られないと思い、強い気持ちで攻めた」「朝比奈さんは上から圧力をかけて私の左の釣り手を落としてくる。釣り手が落ちないように練習してきた」とコメントした。続いて初出場となった全日本選手権では準々決勝までの3試合を一本勝ちした。準決勝では朝比奈と対戦して先に有効ポイントを取られるもそれが取り消しになると、GSに入ってから反則勝ちを収めた。決勝ではコマツの冨田若春にGSに入ってから反則勝ちして、オール一本勝ちでの優勝となった。また、今大会における高校生の優勝は1993年に優勝した当時柳川高校2年だった阿武教子以来25年ぶりの事となった。初出場初優勝は史上初となる。普段の練習や大会などの付き人には体格の似た兄の勝が務めている。しかしながら、体重別と全日本選手権の両大会を制しながらも、グランドスラム・パリで敗れたことが原因で、世界選手権代表には選出されなかった。一方で、世界団体の代表には昨年に続いて選ばれた。また、ジャカルタで開催されるアジア大会女子78㎏超級代表に選出された。なお、世界選手権代表に選ばれなかったショックのあまり、友人との連絡も暫く絶つほどだったという。気を取り直して5月にはグランプリ・フフホトに出場すると、準決勝でGSパリで敗れた地元の王彦に指導2を先取されるも横四方固で逆転勝ちすると、決勝でも金珉程を合技で破ってオール一本勝ちでIJFワールド柔道ツアー初優勝を飾った。7月の金鷲旗では2回戦から副将で登場して、準々決勝の創志学園高校戦で相手大将の63㎏級高校チャンピオンの浦明澄と引き分けた以外は7試合全てに勝利すると、準決勝の夙川学院高校戦では昨年の決勝に続いて金知秀など5人全員を破った。決勝の大成高校戦では3人抜きを成し遂げて、チームを2連覇へ導いた。8月の強化合宿の際には、全柔連会長の山下泰裕から長身選手に対する組み手の指導を受けることになった。山下によれば、選手に対して直接アドバイスすることは基本的にしないとしながらも、今回は「つい思わず、気持ちを抑えられなかった」という。8月のアジア大会では準決勝まで全て一本勝ちすると、決勝では金珉程をGSに入ってから背負投の技ありで破って優勝した。この際に、「世界選手権に出られなかったので絶対に結果を残してアピールしたかった」と語った。9月の世界団体では初戦のモンゴル戦、準決勝の韓国と北朝鮮の南北合同チーム戦で一本勝ちすると、決勝のフランス戦は出場しなかったが、チームは優勝した。試合後には、「（朝比奈が個人戦で優勝して）目の前で優勝するのを見て、本当に悔しかった」「来年は（個人戦に）絶対に自分が出て、優勝してやるという気持ち」とコメントした。11月のグランドスラム・大阪では準決勝で朝比奈を技ありで破るも、決勝ではロンドンオリンピック金メダリストであるキューバのイダリス・オルティスに反則負けを喫して、今大会3年連続2位にとどまった。12月のワールドマスターズでは準々決勝で金珉程を合技、準決勝でボスニアヘルツェゴビナのラリサ・ツェリッチを体落で破ると、決勝ではオルティスにGSに入ってから反則勝ちするなどオール一本勝ちで優勝した。2019年2月のグランドスラム・パリでは準決勝でアゼルバイジャンのイリーナ・キンゼルスカと対戦するも、開始早々に隣の畳からなだれ込んで来た男子選手が右膝に直撃した影響もあって、踏ん張りが利かず払巻込で一本負けしたが、その後の3位決定戦でスロベニアのアナマリ・ベレンシェクを袖釣込腰の技ありで破って3位になった。この際に、「絶対に優勝したかったが、自分が弱かった。上背がないため（審判員からの）組み手の印象が悪く、指導が取られやすい。実力不足で、すごく反省の残る大会だった」とコメントした。一方で女子代表監督の増地克之は、隣の畳から選手がなだれ込むような状況を放置した大会運営に疑問を呈した。3月に南筑高校を卒業した際には「挫折禁止ステッカー」が贈られた。なお、パソコン周辺機器メーカーのエレコムと1年間のスポンサー契約を結んだ。

### 大学時代

#### 大学1年
4月、環太平洋大学へ進学した。体重別では決勝で朝比奈を10分近い戦いの末に小外刈の技ありで破り、今大会3連覇を達成した。続く全日本女子選手権では準々決勝で山部、準決勝で稲森をそれぞれ大内刈の有効で破ると、決勝では朝比奈に9分5秒の戦いの末に反則勝ちを収め塚田真希以来の連覇となる2連覇を達成するとともに、世界選手権代表に選出された。6月の優勝大会では1勝1分けでチームは3位だった。7月のグランプリ・ザグレブでは準々決勝でベレンシェクを体落で破ると、準決勝ではキンゼルスカに反則勝ち、決勝ではツェリッチに不戦勝で優勝した。8月に東京で開催された世界選手権では準々決勝でツェリッチに反則勝ち、準決勝でトルコのカイラ・サイトを合技で破ると、決勝でオルティスに8分以上の戦いの末に反則勝ちするなど全て一本勝ちして世界チャンピオンとなった。これにより、素根は高藤直寿、近藤亜美、朝比奈沙羅、ダリア・ビロディドに続いて5人目となる世界カデ、世界ジュニア、シニア世界選手権の3カテゴリを制覇することになった。試合後、素根は次のようにこう語った。「何が何でも勝つという気持ちで試合しました。本当に優勝を目指していた大会なので良かった。東京五輪には自分が必ず出て、必ず金メダルを取るという気持ちがあるので、それを達成できるようまた努力していきたいです。」。なお、素根が幼少の頃から憧れていた中村美里は、素根について次のようにコメントした。「（162センチの）小さい体をいかした技やスピード、攻めどころなどの見極めがうまい。組み手の徹底、担ぎや前後の技もあって海外選手からしたらやりにくいはず」「素根さんがこれだけ強くなって、重量級選手でありながら自分のような軽量級選手のことを『憧れ』と言ってもらえるのは素直にうれしい。このまま強い気持ちを持って戦い続けてほしい」。10月には地元福岡のヤフオクドームで開催されたプロ野球日本シリーズ第1戦の福岡ソフトバンクホークス対読売ジャイアンツ戦において始球式を行った。11月には地元の久留米市より、自転車の世界選手権プロスプリントで10連覇を達成した中野浩一に続いて33年ぶりとなるスポーツ大賞を授与された。11月のグランドスラム・大阪では準決勝で冨田に反則勝ちすると、決勝でもオルティスを大内刈の技ありで破って今大会初優勝を飾った。今大会と世界選手権で優勝した場合は強化委員会で3分の2以上の賛成が得られると東京オリンピック代表が内定することになっていたが、強化委員34名全員の満場一致により、柔道では東京オリンピック代表の内定第一号となった。代表内定となった素根は、「必ず金メダルを取る」と決意を語った。12月には地元の久留米市から「くるめふるさと大使」を委嘱された。2020年3月にはグランドスラム・エカテリンブルグに出場予定だったが、新型コロナウイルスの影響により全柔連が選手派遣を取り止めたために出場しなかった。3月には新型コロナウイルスの影響により東京オリンピックの開催が1年ほど延期されることになった事態に対して、素根は「延期ということで、はっきりしたので前を向ける。あと1年、自分がより強くなる時間ができたと信じ、頑張っていく」とコメントした。

### 大学2年
5月に全柔連は常務理事会と強化委員会を開いて、1年延期になった東京オリンピックでは2月に決まっていた代表内定選手の権利を維持する方針を確認した。内定選手は激烈な代表選考をすでに経ているとしたうえで、国際大会の再開が今だ不透明で再選考が容易でないことを最大の理由に挙げている。一方で金野潤強化委員長は「現場の監督、コーチが現内定選手で闘う自信をしっかり持っていることが一番の決め手」だと説明した。その後、全柔連の全理事と監事の承認を得て、代表内定選手の維持が正式に決まった。この際に、「いま自分が出来ることに取り組んでいきたい。自分の目標に向かって、努力していく」「五輪本番までに自分の足りないところを強化していきたい」とコメントした。7月には1年延期された東京オリンピックについて素根は、「自分は東京五輪に懸けてやってきた。開催してほしいし、無観客になってもせめて支えてくれる親には見てもらいたい」とコメントした。なお、新型コロナウイルスの影響により地元福岡で練習を重ねていたが7月いっぱいで環太平洋大学を中退した。以降は南筑高校を拠点に無所属で東京オリンピックに挑むことになった。

### 2021年
2021年2月にはグランドスラム・テルアビブに出場予定だったが、新型コロナウイルスの影響により出場を見合わせることになった。1年3か月ぶりの試合となった3月のグランドスラム・タシケントでは決勝でブラジルのベアトリス・ソウザに反則勝ちするなどオール一本勝ちで優勝した。4月からはパーク24所属となり、日本大学へ進学することになった。7月に日本武道館で開催された東京オリンピックでは準々決勝でサイト、準決勝ではキンゼルスカをそれぞれ合技で破ると、決勝ではキューバのイダリス・オルティスに反則勝ちしてオール一本勝ちでオリンピック初優勝を飾り、金メダルを獲得した。今回の素根の優勝により、女子では阿武、塚田に続き3人目となる三冠（皇后盃全日本女子柔道選手権大会、世界柔道選手権大会、オリンピック柔道競技）を達成することになった。試合後、素根は次のように語った。「コロナ禍の中でオリンピックが開催されて、感謝の気持ちでいっぱいです。この大会のために練習を頑張ってきたので、それが出せてよかったと思います。」「とにかく先に攻めて、絶対負けないという気持ちでした。」。東京オリンピック混合団体では初戦のドイツ戦でヤスミン・グラボウスキーを合技、準決勝のロシアオリンピック委員会戦ではアレクサンドラ・バビンツェワを背負投で破った。決勝のフランス戦ではディッコを合技で破って出場したすべての試合で勝利したものの、チームは決勝で敗れて銀メダルとなった。11月、紫綬褒章受章。

### 2022年
2022年2月には東京オリンピック 柔道 女子78kg超級において金メダルを獲得した功績をたたえ、久留米市の久留米市役所東側出入口前に素根の記念のゴールドポスト（第71号）が設置された（ゴールドポストプロジェクト）。3月には左膝を手術した。そのため4月の体重別は出場を見合わせることになったが、アジア大会代表には選ばれた。オリンピック以来約1年ぶりの国際大会出場となった8月のアジア選手権では決勝で中国の徐仕妍を体落で破るなど、オール一本勝ちで優勝した。12月のグランドスラム・東京では準々決勝でフランスのコラリ・ハイメを一本背負投、準決勝で冨田に反則勝ちでそれぞれ破ると、決勝で綜合警備保障の秋場麻優を技ありで破って優勝した。続くワールドマスターズでは準々決勝でハイメに小外掛で敗れて3位だった。これにより、2019年2月のグランドスラム・パリでキンゼルスカに敗れて以来続いてきた素根の連勝記録が42で止まった。その直後の強化委員会で2023年の世界選手権代表に決まった。

### 2023年
2023年5月の世界選手権では準々決勝でイスラエルのラズ・ヘルシュコを合技、準決勝で韓国のキム・ハユンを技ありで破ると、決勝ではフランスのジュリア・トロフアに11分以上の戦いの末に反則勝ちして4年ぶりの世界選手権優勝を飾った。8月には世界選手権優勝などの実績で2番手以下に大差を付けたと評価されて、パリオリンピックの代表に内定した。6月の強化委員会で素根以外の世界チャンピオンは全員内定となったにもかかわらず、素根だけ慎重を期されて内定が見送られたことにより気持ちの整理が付かなかったが、ようやく持ち直すことになった。12月のグランドスラム・東京は再発性単純ヘルペスにより出場を見合わせた。

### 2024年
2024年3月のグランドスラム・トビリシでは準々決勝でブラジルのベアトリス・ソウザを横四方固で破るも、準決勝でドイツのレネー・ルヒトに技ありで敗れると、3位決定戦でも韓国のイ・ヒョンジに反則負けを喫して5位に終わった。4月のアジア選手権では準々決勝でウズベキスタンのリナタ・イルマトワと対戦した際に、左膝をケガして棄権負けとなり7位に終わった。5月のグランドスラム・アスタナでは準決勝でディッコに横四方固で敗れて3位だった。8月に迎えたパリオリンピックでは準々決勝でトルコのカイラ・サイトに上四方固の技ありで敗れると、その後の敗者復活戦は膝の怪我により棄権して7位に終わり、オリンピック2連覇はならなかった。パリオリンピック混合団体はケガのため登録のみで試合には出場しなかった。

## 世界ランキング
IJF世界ランキングは3300ポイント獲得で20位（2024年12月23日現在）。
|      | 2016年 | 2017年 | 2018年 | 2019年 | 2020年 | 2021年 | 2022年 | 2023年 | 2024年 |
| ---- | ------ | ------ | ------ | ------ | ------ | ------ | ------ | ------ | ------ |
| 順位 | 39     | 15     | 4      | 2      | 3      | 11     | 6      | 14     | 20     |

（出典、JudoInside.com）

## 戦績
- 2012年 - 全国少年柔道大会 個人戦（無差別） 5位　団体戦 3位
- 2012年 - 全国小学生学年別柔道大会 優勝（45kg超級）
- 2012年 - マルちゃん杯 3位
- 2013年 - 全国中学校柔道大会 個人戦（70kg超級） 2位　団体戦 3位
- 2014年 - 近代柔道杯 団体戦 3位
- 2014年 - 全国中学校柔道大会 個人戦（70kg超級） 優勝 団体戦 2位
- 2015年 - 全日本カデ 優勝
- 2015年 - ドイツカデ国際 優勝
- 2015年 - 世界カデ 優勝（70kg超級）
- 2015年 - 全国中学校柔道大会 個人戦（70kg超級） 優勝 団体戦 優勝
- 2015年 - マルちゃん杯 2位
- 2016年 - 全日本カデ 優勝
- 2016年 - 金鷲旗 3位
- 2016年 - 全日本ジュニア 優勝
- 2016年 - 講道館杯 2位
- 2016年 - グランドスラム・東京 2位
- 2017年 - グランプリ・デュッセルドルフ 3位
- 2017年 - 全国高校選手権 個人戦 優勝 団体戦 3位
- 2017年 - 体重別 優勝
- 2017年 - 金鷲旗 優勝
- 2017年 - インターハイ 個人戦 優勝 団体戦 3位
- 2017年 - 世界団体 優勝
- 2017年 - ジュニア交流大会 優勝
- 2017年 - 世界ジュニア 個人戦 優勝 団体戦 優勝
- 2017年 - 講道館杯 2位
- 2017年 - グランドスラム・東京 2位
- 2018年 - グランドスラム・パリ 3位
- 2018年 - 体重別 優勝
- 2018年 - 皇后盃全日本女子柔道選手権大会 優勝
- 2018年 - グランプリ・フフホト 優勝
- 2018年 - 金鷲旗 優勝
- 2018年 - アジア大会 優勝
- 2018年 - 世界団体 優勝
- 2018年 - グランドスラム・大阪 2位
- 2018年 - ワールドマスターズ 優勝
- 2019年 - グランドスラム・パリ 3位
- 2019年 - 選抜体重別 優勝
- 2019年 - 皇后盃全日本女子柔道選手権大会 優勝
- 2019年 - 優勝大会 3位
- 2019年 - グランプリ・ザグレブ 優勝
- 2019年 - 世界選手権 優勝
- 2019年 - グランドスラム・大阪 優勝
- 2021年 - グランドスラム・タシケント 優勝
- 2021年 - 東京オリンピック 優勝
- 2021年 - 東京オリンピック混合団体 2位
- 2022年 - アジア選手権 優勝
- 2022年 - グランドスラム・東京 優勝
- 2022年 - ワールドマスターズ　3位
- 2023年 - 世界選手権 優勝
- 2024年 - グランドスラム・トビリシ　5位
- 2024年 - アジア選手権　7位
- 2024年 - グランドスラム・アスタナ 3位
- 2024年 - パリオリンピック　7位

（出典、JudoInside.com）

## 有力選手との対戦成績
（2024年12月現在）
| 国籍                 | 選手名                 | 内容   |
| -------------------- | ---------------------- | ------ |
| 日本の旗             | 朝比奈沙羅             | 5勝3敗 |
| フランスの旗         | ロマヌ・ディッコ       | 2勝1敗 |
| ブラジルの旗         | マリア・アルテマン     | 1勝    |
| キューバの旗         | イダリス・オルティス   | 4勝1敗 |
| 大韓民国の旗         | 金珉程                 | 4勝    |
| アゼルバイジャンの旗 | イリーナ・キンゼルスカ | 3勝2敗 |
| 中華人民共和国の旗   | 王彦                   | 2勝1敗 |

（参考資料：ベースボールマガジン社発行の近代柔道バックナンバー、JudoInside.comなど）

## テレビ出演
- めざせ!2020年のオリンピアン〜東京五輪の原石たち〜（NHK）2015年7月21日[129]